# Conquista vandalica del Nordafrica
La conquista vandalica del Nordafrica fu un conflitto combattuto negli anni 430 tra l'Impero romano d'Occidente e i Vandali per il possesso dell'Africa. La guerra si concluse con la conquista vandalica del Nordafrica (escluso l'Egitto), che privò i Romani d'Occidente del granaio dell'Impero.

## Casus belli

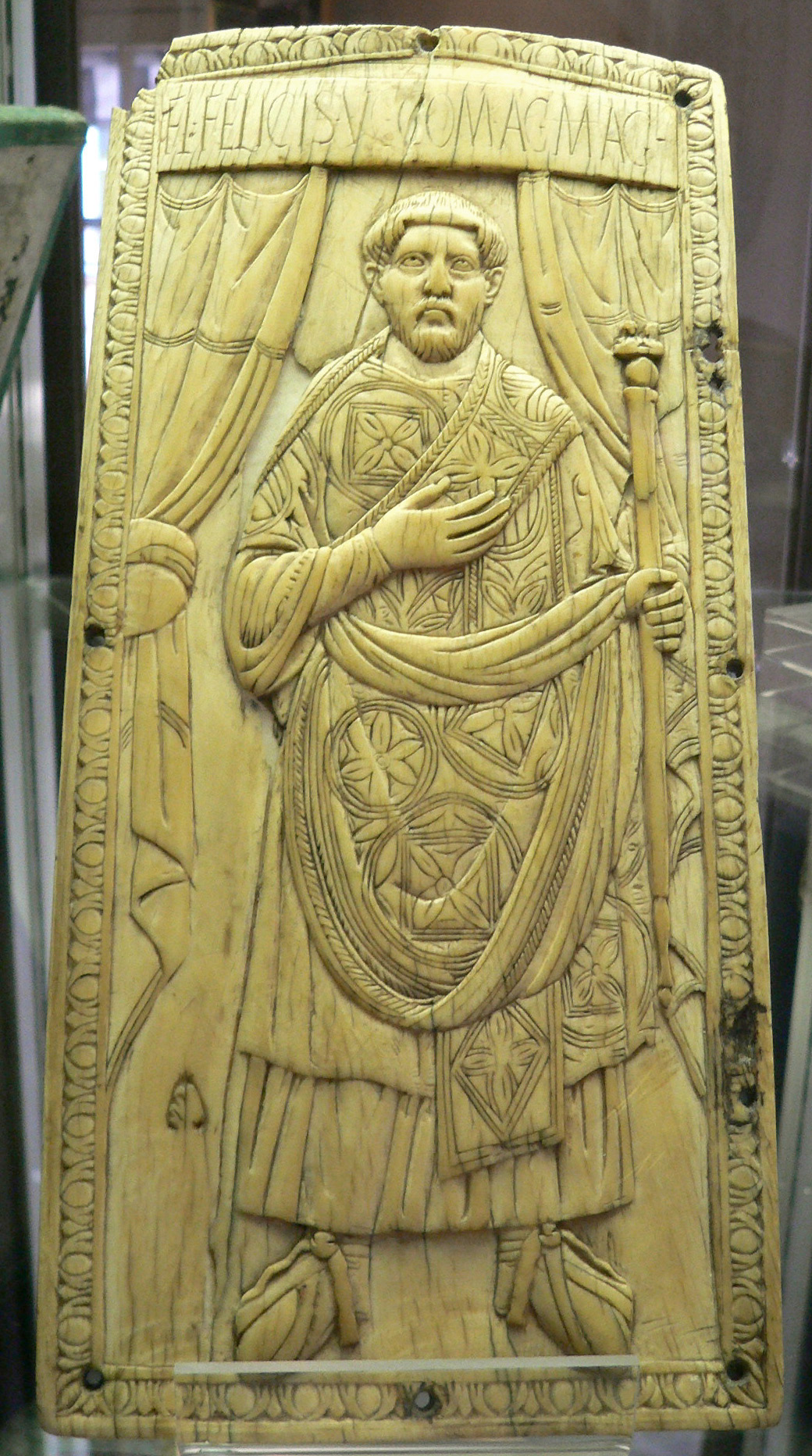
Felice, colui che accusò Bonifacio di tradimento.

Secondo Procopio di Cesarea e Giordane, i Vandali furono chiamati in Africa dal comes Africae Bonifacio, che era stato proclamato dalla reggente Galla Placidia nemico pubblico in quanto accusato di voler separare l'Africa dall'Impero. Per difendersi dagli eserciti inviati da Placidia contro di lui, Bonifacio avrebbe deciso di chiedere aiuto ai Vandali, che ebbero così il pretesto per invadere l'Africa. Tuttavia la versione di Procopio e Giordane è ritenuta inattendibile da diversi studiosi moderni, che ritengono che i Vandali invasero l'Africa di propria iniziativa.
Secondo Procopio, Bonifacio sarebbe diventato nemico pubblico dell'Impero per gli intrighi del rivale Ezio, il quale, con un'abile mossa, avrebbe fatto credere a Galla Placidia (reggente dell'impero in nome del figlio Valentiniano III) che Bonifacio avesse intenzione di staccare l'Africa dall'Impero; questi sospetti sembrarono essere confermati dal fatto che Bonifacio avesse disobbedito all'ordine di Galla di tornare in Italia; in realtà Bonifacio ricevette da Ezio una lettera che lo avvertiva di non obbedire all'ordine dell'Augusta, perché quest'ultima lo avrebbe fatto uccidere. Tuttavia alcuni storici (come Freeman) hanno sollevato dubbi sull'attendibilità del racconto di Procopio: il Freeman lo definisce una «legend of the sixth century and not trustworthy history of the fifth century» («leggenda del sesto secolo e non storia attendibile del quinto secolo»), e ritiene più attendibili le informazioni fornite dagli annalisti e dalle opere di Agostino da Ippona.
La Chronica minora di Prospero Tirone non accenna al coinvolgimento di Ezio e afferma che Bonifacio divenne nemico pubblico per volere del generale rivale Felice (ad arbitrium Felicis) poiché si era rifiutato di venire in Italia (quia ad Italiam venire abnuerat). Si ritiene che alla rottura tra Bonifacio e Placidia contribuirono divergenze in materia religiosa: infatti, come attesta peraltro una lettera di Agostino da Ippona, Bonifacio, dopo aver sposato una ariana di nome Pelagia, cominciò ad appoggiare gli eretici, segnatamente Donatisti e Ariani, in contrasto con l'ortodossia della reggente; Felice ne avrebbe approfittato per accusare Bonifacio di tradimento e di volersi rendere indipendente dall'Impero; Galla pretese allora che Bonifacio si recasse in Italia per rispondere della propria condotta e al suo rifiuto lo dichiarò nemico pubblico.
Anche se, secondo il Freeman, Ezio non giocò un ruolo nella disgrazia di Bonifacio, le versioni di Procopio e di Prospero non necessariamente si contraddicono: Felice e Ezio potrebbero aver entrambi giocato un ruolo nel convincere Galla a dichiarare Bonifacio nemico pubblico. D'altro canto il presunto coinvolgimento di Ezio potrebbe essere stato un errore di Procopio. In effetti, è più probabile che ad ordire contro Bonifacio sia stato Felice, che all'epoca rivestiva una carica più importante a corte rispetto a Ezio, all'epoca impegnato in importanti campagne militari contro i barbari invasori.
Secondo la cronaca di Prospero Tirone, Placidia inviò nel 427 tre generali contro Bonifacio: Mavorzio, Gallione e Sanece. Bonifacio riuscì però a corrompere Sanece, facendo uccidere a quest'ultimo gli altri due generali; anche Sanece venne poi ucciso e i suoi soldati passarono dalla parte di Bonifacio. Prospero aggiunge che fu inviata da Galla una seconda spedizione in Africa sotto il comando di Sigisvulto e che inoltre l'accesso ai mari fu garantito a non meglio precisati barbari, fino a quel momento ignari della navigazione, che erano stati chiamati da entrambi gli schieramenti contrapposti per fornire aiuto (exinde gentibus, quae uti navibus nesciebant, dum a concertantibus in auxilium vocantur, mare pervium factum est); nel rigo successivo della cronaca Prospero scrive che i Vandali dalla Spagna passarono in Africa, senza però chiarire se fossero tra i popoli barbari chiamati da entrambi gli schieramenti contrapposti. Procopio di Cesarea sostiene che Bonifacio, vistosi in difficoltà nel respingere gli eserciti di Galla, avesse chiesto aiuto ai Vandali, offrendo loro i due terzi dell'Africa in cambio del loro appoggio, e che i Vandali accettarono la proposta. Secondo alcuni studiosi, invece, non è detto che i popoli ignari della navigazione chiamati da Bonifacio in Africa come alleati fossero proprio i Vandali, in quanto non è da escludere la tesi della loro identificazione con i foederati goti a disposizione di Bonifacio secondo la Vita di S. Agostino di Possidio.
Nel frattempo, nell'inverno tra il 428 e il 429, furono avviate delle trattative tra Ravenna e Cartagine per una eventuale riappacificazione tra Galla e Bonifacio. Esse ebbero termine nella primavera del 429 con esito positivo. Nello scritto polemico Conferenza con Massimino redatto da Agostino, all'epoca vescovo di Ippona, viene accennato di sfuggita che il generale Sigisvulto aveva inviato a Ippona il vescovo ariano Massimino per trattare la pace, mentre nelle Epistole il vescovo di Ippona attesta che la pace fu raggiunta grazie all'ambasciatore Dario e che come pegno di pace fu consegnato in ostaggio un certo Verimodo (probabilmente figlio di Bonifacio). Secondo Procopio, la riconciliazione sarebbe avvenuta grazie alla scoperta degli intrighi di Ezio: infatti Bonifacio avrebbe fatto leggere la lettera ricevuta da Ezio agli ambasciatori provando così che aveva disobbedito all'ordine di recarsi in Italia perché gli era stato falsamente riferito che Placidia avesse intenzione di farlo uccidere. Procopio aggiunge che, una volta ottenuta la riconciliazione con Galla, Bonifacio avrebbe contattato i Vandali cercando invano di convincerli ad abbandonare l'Africa.
Alcuni studiosi, come Heather, hanno messo in dubbio l'attendibilità della versione del tradimento di Bonifacio, sostenendo che i Vandali avrebbero invaso l'Africa di propria iniziativa, in quanto essa, protetta dal mare, appariva loro come un luogo strategicamente più sicuro rispetto alla Spagna dove erano esposti agli attacchi dei Visigoti alleati di Roma. Andrebbe detto che, secondo Idazio, l'invasione vandalica dell'Africa avvenne nel maggio 429 (la data ritenuta più plausibile per gli studiosi moderni mentre Prospero la colloca nel 427 e il Chronicon Paschale nel 428), quindi posteriormente alla riappacificazione tra Bonifacio e Galla avvenuta nella primavera dello stesso anno; Heather conclude che Bonifacio, essendosi già riappacificato con Galla, non avrebbe avuto alcun motivo a chiamare i Vandali in suo aiuto. Inoltre il tradimento di Bonifacio non è menzionato nelle fonti del V secolo, a meno che non si voglia interpretare la già citata frase ambigua della cronaca di Prospero Tirone (in cui si affermava che l'accesso ai mari fu garantito a popoli chiamati dagli schieramenti rivali per fornire aiuto) come riferita ai Vandali.

## Forze in campo
Secondo Procopio di Cesarea l'esercito dei Vandali era costituito da 80 reggimenti i cui comandanti furono chiamati chiliarchi (letteralmente "comandanti di mille soldati") in modo da ingannare il nemico facendogli credere che l'esercito vandalico raggiungesse la cifra di 80 000 guerrieri, quando in realtà, per lo storico di Cesarea, ogni reggimento comprendeva meno di mille effettivi e probabilmente l'esercito vandalico non superava la cifra di 50 000 soldati. Vittore Vitense, invece, afferma che, secondo i risultati di un censimento indetto da Genserico, il numero totale dei Vandali, inclusi anche i non guerrieri, ammontava a 80 000 persone. Secondo le stime degli studiosi moderni, il numero totale dei Vandali ammontava intorno a 70 000 o 80 000 persone, di cui però solo circa 15 000 o 20 000 dovevano essere guerrieri.
Le truppe romane a difesa dell'Africa, secondo la Notitia Dignitatum, consistevano nel:
1. Numerus intra Tingitaniam (esercito di Tingitana): 13 reggimenti, di cui 5 comitatensi e 8 limitanei (5 000-7 000 uomini), sotto il comando del comes Tingitaniae.
2. Numerus intra Africam (esercito d'Africa): 31 reggimenti comitatensi (15 000 uomini) e 22 reggimenti limitanei (10 000 uomini), sotto il comando del Comes Africae.

Lo sbarco in Africa presentava problemi logistici notevoli: per sbarcare su una costa presidiata da un nemico, si stima che l'esercito invasore proveniente dal mare debba essere cinque-sei volte numericamente superiore rispetto all'esercito difensore; inoltre i Vandali non avevano sufficienti navi per trasportare l'intero loro popolo in un solo viaggio, per cui dovevano necessariamente dividersi e fare più viaggi, rischiando però in questo modo di essere più facilmente sconfitti dai Romani perché divisi.

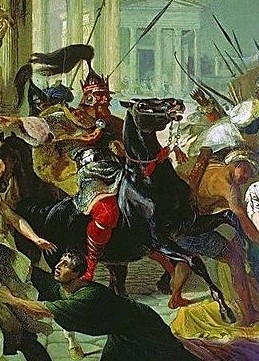
Genserico, re dei Vandali.

Genserico risolse il problema decidendo di sbarcare in Mauritania Tingitana: tale regione dell'Africa era separata dalla Spagna solo dallo stretto di Gibilterra, lungo solo 62 chilometri, per cui le navi vandale per trasportare una parte del loro esercito in Tingitana per poi tornare indietro per trasportare in Africa il resto dell'esercito ci avrebbero messo solo un giorno di navigazione. Inoltre la Tingitana era il luogo dell'Africa in cui la concentrazione di truppe romane era minore, e dunque più vulnerabile a un'invasione nemica: dei 13 reggimenti dell'esercito di Tingitana, solo 5 erano comitatensi, mentre ben 8 erano limitanei (reggimenti a presidio delle fortezze di frontiera, considerati dalle fonti coeve come soldati di scarsa qualità rispetto ai comitatensi, e quindi incapaci di frenare una minaccia potente come i Vandali); a rendere ancora peggiore la sproporzione rispetto ai Vandali, dei 5 reggimenti comitatensi (gli unici in grado di affrontare con qualche possibilità di successo i Vandali) solo due di essi erano comitatensi veri e propri mentre le altre tre erano semplicemente reggimenti di limitanei promossi in seguito a comitatensi (e quindi meno abili nel combattimento); Heather conclude quindi che «c'erano forse 1 000, al massimo 1 500 soldati accettabilmente addestrati con cui cercar di frenare Genserico», e ciò «metteva fuori discussione qualsiasi idea di scontro in campo», spiegando il perché i Vandali riuscirono a sbarcare senza problemi in Africa. Un'altra possibile spiegazione dello sbarco senza problemi dei Vandali in Africa è il tradimento di Bonifacio, che, secondo Procopio e Giordane, avrebbe richiesto l'aiuto militare dei Vandali in Africa, permettendo così loro di sbarcare senza problemi, ma alcuni studiosi hanno messo in dubbio la versione dei due storici, negando che Bonifacio abbia veramente chiamato i Vandali in Africa.
Quanto all'esercito mobile di Bonifacio, anch'esso, seppur più potente di quello di Tingitana, era inadeguato ad affrontare con successo i Vandali: ciò è spiegabile con il fatto che nel IV secolo l'Africa non possedesse un esercito comitatense, ma fosse presidiata solo da limitanei, mentre, quando, intorno al 420, fu introdotto un esercito comitatense nella regione, le ristrettezze economiche impedirono di costituirlo in modo adeguato: di fatto, dei 31 reggimenti comitatensi dell'esercito d'Africa, ben 27 erano costituiti da ex reggimenti di limitanei promossi a comitatensi mentre solo i restanti quattro erano formati da soldati comitatensi veri e propri, e dunque accettabilmente addestrati per sconfiggere i Vandali.

## Guerra
429Nel maggio 429 Genserico, re dei Vandali, con 80 000 uomini (di cui 20 000 guerrieri), attraversò lo stretto di Gibilterra e sbarcò in Mauritania Tingitana, probabilmente a Tangeri. Come già detto, la Mauritania Tingitana era un luogo ideale di sbarco in quanto era il punto dell'Africa romana difeso da meno reggimenti (circa 5 000-{{formatnum:7000}} uomini). Le fonti coeve, assai laconiche, non descrivono in dettaglio l'avanzata dei Vandali preferendo lanciare invettive denuncianti le devastazioni da essi apportate. Ad esempio il biografo di Agostino da Ippona, Possidio, riporta che:
Nelle chiese non si cantavano più inni e lodi a Dio; in molti luoghi le chiese erano state bruciate; erano venuti meno nei luoghi a ciò consacrati i sacrifici solenni dovuti a Dio; i sacramenti divini o non venivano richiesti oppure non potevano essere amministrati a chi li richiedeva, perché non si trovava facilmente il ministro.

Coloro che si erano rifugiati nelle selve montane e in grotte e caverne o in altro riparo erano stati alcuni sopraffatti e catturati, altri erano privi di mezzi di sostentamento a punto tale da morire di fame. I vescovi e i chierici che per grazia di Dio o non avevano incontrato gl'invasori o erano riusciti a sfuggir loro, spogliati di ogni cosa mendicavano nella miseria più nera, né era possibile aiutarli tutti in tutto ciò di cui abbisognavano.

Di innumerevoli chiese a mala pena solo tre per grazia di Dio non sono state distrutte, quelle di Cartagine, Cirta e Ippona, e restano in piedi le loro città, protette dal presidio divino e umano (ma dopo la morte di Agostino anche Ippona, abbandonata dagli abitanti, fu incendiata dai nemici).»
(Possidio, Vita di Agostino, Capitolo 28.)
Si ritiene che i Vandali percorsero le strade romane in Africa nel corso della loro marcia verso Ippona, alla media di 5,75 km al giorno. Una iscrizione ad Altava datata agosto 429 attesta il ferimento di un importante cittadino del posto da parte di un "barbaro", non specificando tuttavia se si trattasse di un vandalo o di un mauro (berbero). Si ritiene che i Vandali decisero opportunamente di allearsi con i Mauri (le tribù berbere native dell'Africa), con le sette eretiche dei Donatisti e degli Ariani e con fuorilegge, approfittando del fatto che fossero ostili al governo romano. Secondo Procopio di Cesarea il generale Bonifacio, ottenuta la riconciliazione con Galla, contattò i Vandali tentando di convincerli a ritornare in Spagna ma la popolazione barbarica non aveva alcuna intenzione di abbandonare i ricchi territori d'Africa, il granaio dell'Impero. Secondo alcuni studiosi Genserico, avendo contro sia l'esercito di Galla che quello di Bonifacio (che doveva consistere di circa 25 000 uomini, tra truppe di campo e quelle di frontiera), avrebbe deciso di guadagnare tempo ottenendo una tregua di un anno. La tesi della presunta tregua con i Vandali si basa su una lettera di Agostino da Ippona in cui viene lodato l'ambasciatore Dario per aver negoziato una tregua in seguito alla quale fu consegnato come ostaggio un certo Verimodo (identificato da alcuni studiosi con il figlio di Dario che sarebbe stato consegnato ai Vandali come pegno di pace). Tuttavia, secondo un'altra interpretazione della lettera di Agostino, Dario negoziò non la presunta tregua con i Vandali ma la riappacificazione tra Placidia e Bonifacio e Verimodo sarebbe da identificare con un figlio di Bonifacio consegnato a Dario come pegno di pace.
430Genserico affrontò in battaglia l'esercito di Bonifacio e lo vinse. Bonifacio fu costretto a rifugiarsi a Ippona, che venne assediata dal nemico (giugno 430). Nella città assediata si trovava all'epoca Agostino da Ippona, insieme ad altri vescovi. Agostino si spense il 28 agosto 430, durante il terzo mese di assedio. Poco tempo prima, aveva ricevuto una lettera dal vescovo di Tiabe, Onorato, che gli chiedeva se i vescovi dovessero fuggire dalle loro chiese all'avvicinarsi dei Vandali. Agostino rispose con una lettera:
(Possidio, Vita di Agostino, 30.)
431L'assedio di Ippona, tuttavia, fallì e i Vandali furono costretti dalla fame a levarlo nel mese di luglio. La città era stata difesa con successo dal comes Bonifacio e dai suoi foederati goti, nonostante l'assedio fosse durato ben quattordici mesi e la città avesse subito anche un blocco navale. Nel frattempo Galla Placidia, allarmata per l'avanzata dei Vandali, implorò e ottenne l'aiuto dell'Imperatore d'Oriente Teodosio II, suo alleato, che inviò in Africa rinforzi romano-orientali sotto il comando di Aspar. Il fatto che nel 431 l'esercito romano-orientale fosse impegnato in una guerra in Africa viene accennato negli atti del Concilio di Efeso che confermano così la notizia di Procopio. Non appena la forza dei due imperi fu unita sotto il comando di Bonifacio, questi marciò contro i Vandali; e la perdita di una seconda battaglia decise irrimediabilmente il destino dell'Africa. La città di Ippona venne evacuata e poi conquistata e data alle fiamme dai Vandali, mentre Bonifacio ritornò sconsolato in Italia, dove morì poco dopo (432), ucciso in battaglia dal rivale Ezio. Invece, Aspar rimase in Africa a continuare a combattere i Vandali fino al 435, non ottenendo alcun successo ma riuscendo perlomeno ad impedire loro di conquistare Cartagine. Nel 434 fu nominato console per la parte occidentale mentre era ancora a Cartagine.
435L'11 febbraio venne firmata la tregua di Trigezio tra Romani e i Vandali: Prospero Tirone, che menziona nella sua cronaca questa tregua, accenna soltanto che con essa Romani e Vandali si spartirono l'Africa, senza però menzionare quali province spettarono ai Romani e quali ai Vandali. Procopio di Cesarea (De bello vandalico, I, 4) fornisce informazioni aggiuntive sulle condizioni precise del trattato rispetto a Prospero, ma è inaccurato fondendo in un unico trattato i trattati distinti del 435 e del 442:
(Procopio, La guerra vandalica, I, 4.)
Gli storici concordano quasi tutti che Unerico fu dato in ostaggio ai Romani solo con il trattato del 442, mentre Sirago non è d'accordo e attribuisce l'invio di Unerico in Italia al trattato del 435; anche i territori precisi assegnati ai Vandali sono oggetto di dibattito: Sirago scrive che ai Vandali furono assegnate la Mauritania e parte della Numidia; Heather parla di parte della Mauritania e della Numidia; altri, ancora, sostengono che ai Vandali furono assegnate la Mauritania Sitifensis, la Numidia e una porzione della Proconsolare sulla base delle città di residenza di tre vescovi africani (Possidio di Calama, Novato di Sitifis e Severiano di Cera) che subirono la persecuzione dell'ariano Genserico nel 437 secondo Prospero Tirone. Secondo i suddetti storici, sempre con il trattato di Trigezio, i Vandali sarebbero diventati foederati, ricevendo così la legittimazione dei territori occupati. Secondo il Gibbon, Genserico avrebbe concesso la tregua ai Romani a causa dell'instabilità interna del suo regno, turbato dal fatto che una fazione interna alla corte appoggiava le pretese al trono dei figli di suo fratello Gunderico, nonché dalle rivolte di Mauri e Germani, di Donatisti e Cattolici.
439Secondo le cronache di Prospero Tirone e di Idazio, nell'anno 439, mentre Ezio era impegnato in Gallia contro i Visigoti, il re dei Vandali Genserico, violando il trattato del 435, si impadronì di Cartagine con l'inganno il giorno 19 ottobre 439; in particolare, secondo la testimonianza di Prospero, nella presa della città i Vandali saccheggiarono le chiese e compirono violenze ai danni del clero.

## Conseguenze

### Reazioni immediate
Dopo aver conquistato Cartagine, i Vandali allestirono una flotta e nel 440 saccheggiarono le coste della Sicilia, assediando Palermo per qualche tempo. Nel frattempo Roma e Bisanzio non tardarono a reagire alle nuove mosse di Genserico: Ezio e Valentiniano III emanarono diverse nuove leggi per far fronte alla nuova situazione creatasi con la perdita di Cartagine, tra cui una legge del 3 marzo 440 che autorizzava i mercanti romano-orientali a rifornire Roma di grano ora che non arrivava più dall'Africa e un'altra del 24 giugno 440 che autorizzava la popolazione a portare le armi in modo da difendersi dai prevedibili attacchi dei pirati vandali alle coste italiane; invece Teodosio II, Imperatore d'Oriente, inviò una flotta di 1 100 navi in Sicilia in soccorso dell'Impero d'Occidente, allarmando Genserico che decise di aprire le trattative. Tale flotta mirava a riconquistare Cartagine, intimorendo Genserico che sembra allora avesse contattato il re degli Unni, Attila, chiedendogli di invadere l'Impero d'Oriente in modo da salvare i Vandali dalla capitolazione. Gli Unni, forse sobillati proprio dai Vandali, condotti da Attila, invasero la parte orientale dell'Impero romano costringendo Teodosio II a ritirare la flotta. L'Impero fu costretto quindi a firmare una pace svantaggiosa. Valentiniano III nel 442 firmò una pace con i Vandali con la quale riconosceva le conquiste fatte dai Vandali in Africa riconoscendo la loro indipendenza dall'Impero. In cambio i Vandali restituirono all'Impero le Mauretanie, la Tripolitania e parte della Numidia, come narrato da Vittore Vitense:
(Vittore Vitense, Historia persecutorum, I, 13.)
Il panegirico di Ezio composto dal panegirista Merobaude nel 443 si sofferma anche sulla pace con i Vandali del 442, scrivendo che fu con questo accordo che Unerico, figlio del re vandalo Genserico, fu fidanzato con Eudocia, figlia dell'Imperatore d'Occidente Valentiniano III.
I Vandali assunsero il controllo del paese come élite guerriera, di fede ariana, perseguendo una politica di rigida separazione dalla locale popolazione romano-africana e perseguitando la fede cattolica.

### Impatto nella storia
La perdita dell'Africa fu un serio colpo per l'Impero d'Occidente. Il generale romano Ezio era convinto che la cosa migliore da fare fosse instaurare buoni rapporti con Genserico e non dargli alcun pretesto per invadere le province ancora in mano romana. Convinse Valentiniano III a dare in sposa Eudocia al figlio di Genserico, Unerico. Sembra, secondo JB Bury, che, nonostante la perdita dell'Africa, gli Italici continuarono a ricevere il grano dall'Africa dai Vandali.
I Vandali posero la capitale a Cartagine e si appropriarono dei possedimenti dei proprietari terrieri, che vennero assegnate ai Vandali più eminenti, evidentemente per premiare la loro fedeltà e i loro sacrifici; i lotti confiscati assunsero la denominazione di sortes vandalorum (lotti dei Vandali). A quanto pare i senatori a cui furono confiscati i lotti furono costretti all'esilio nei territori ancora in mano all'Impero, ed essendosi indebitati dopo l'esilio nella speranza che l'Impero avrebbe riconquistato presto Cartagine, in seguito al trattato del 442 rischiarono di finire in rovina, venendo solo salvati da una legge del 19 ottobre 443 che impediva ai creditori di citare in giudizio esuli dell'Africa per debiti contratti dopo la conquista di Cartagine. Nel 451, infine, due leggi di Valentiniano III stabilirono che i proprietari terrieri a cui i Vandali avevano confiscato le terre in Proconsolare sarebbero stati risarciti ricevendo in affitto terre in Mauretania Sitifense e Cesariense, province africane ancora sotto il controllo di Roma.
I territori africani rimasti in mano all'Impero erano stati però devastati pesantemente dai saccheggi dei Vandali, tanto che Valentiniano III fu costretto a concedere alla Numidia cinque anni di esenzione fiscale per 13 000 unità di terreno coltivabile. Anche le altre province subirono danni ingenti: da un editto fiscale del 21 giugno del 445 risulta che Numidia e Mauritania Sitifense versavano solo 1/8 delle tasse che versavano prima dell'invasione. Per colmare queste perdite di entrate, Valentiniano III e i suoi consiglieri presero i seguenti provvedimenti: il 24 gennaio del 440 vennero annullati tutti i precedenti decreti di esenzione o riduzione fiscale, mentre nel 441 vennero annullati tutti i privilegi fiscali che favorivano i possessori terrieri, con tale giustificazione:
Nonostante il tentativo di massimalizzare le entrate attuato con questi provvedimenti, non fu più possibile, a causa della riduzione delle entrate conseguente alla perdita del Nord Africa, mantenere un grosso esercito. Nel 444 un decreto imperiale, introducente una nuova tassa, ammise:
Secondo stime di Heather, la perdita delle imposte che versavano le province devastate o occupate dai Vandali era equivalente ai costi di mantenimento di almeno 40 000 fanti o di 20 000 cavalieri, il che avrebbe comportato un drastico licenziamento di molti di essi, a causa dell'impossibilità di pagarli e mantenerli, se non alzando la pressione fiscale nelle province residue. Inoltre, poiché le finanze dell'Impero si basavano sulle rendite delle grandi proprietà terriere, cui era fornita, in cambio, la protezione garantita dall'esercito, la perdita di grosse porzioni di territorio, prima fra tutte la fertile provincia d'Africa, riduceva la base imponibile, obbligando lo stato ad aumentare la pressione fiscale: il risultato era che la lealtà delle province al governo centrale era messa a dura prova. Quindi, secondo Heather, la perdita dell'Africa fu la causa prima della caduta dell'Impero romano d'Occidente perché inferse un colpo letale alle finanze dell'Impero, indebolendo ulteriormente gli eserciti dell'Impero.
Essendo ariani, perseguitarono la fede cattolica. La data della presa di Cartagine divenne l'anno zero del Calendario vandalico. Dall'Africa i Vandali allestirono una flotta di imbarcazioni pirata e saccheggiarono le province dell'Impero, giungendo addirittura a saccheggiare Roma nel 455. Dopo il sacco di Roma (455) si impadronirono delle Mauritanie, della Sardegna, Corsica e Isole Baleari, come narrato ancora una volta da Vittore Vitense:
(Vittore Vitense, Historia persecutorum, I, 13.)
Furono vane le spedizioni prima dell'Imperatore d'Occidente Maggioriano del 461 e poi quella congiunta tra i due imperi del 468 di riconquistare l'Africa. i Vandali, condotti da Genserico, riuscirono a respingere tali assalti e a mantenere il possesso dell'Africa fino al 533-534, quando il generale dell'Impero romano d'Oriente Belisario riuscì a riconquistare l'Africa e a annetterla all'Impero.